# Six Flags
Six Flags (укр. Шість прапорів) — одна з найбільших у світі систем парків розваг. Компанія володіє 21 парками розваг, аквапарками та сімейними розважальними центрами по всій Північній Америці. У 2007 році Six Flags відвідали близько 24,9 мільйона осіб, що робить її 4-ю серед найпопулярніших компаній парків такого типу.
Компанія була заснована в Техасі. Її назва походить від першого парку атракціонів Six Flags Over Texas.
Станом на 2014 одна із найбільших та найпопулярніших осередків світу, з її масштабами не зрівняються навіть два футбольних поля.